# 樽井駅
樽井駅（たるいえき）は、大阪府泉南市樽井にある、南海電気鉄道南海本線の駅。駅番号はNK36。

## 歴史

### 年表
- 1897年（明治30年）11月9日：南海鉄道 佐野駅（現・泉佐野駅）- 尾崎駅間延伸時に開業。
- 1944年（昭和19年）6月1日：会社合併により近畿日本鉄道の駅となる。
- 1947年（昭和22年）6月1日：路線譲渡により南海電気鉄道の駅となる。
- 2012年（平成24年）4月1日：駅ナンバリングが導入され、使用を開始[1][2]。
- 2017年（平成29年）
  - 10月22日：台風21号の影響で当駅 - 尾崎駅間の男里川橋梁が損傷し、当該区間は運休となる[3]。
  - 11月1日：当駅 - 尾崎駅間が上り線の線路を使用し単線で復旧。
  - 11月23日：当駅 - 尾崎間が上下線で運転再開[4]。

### 鉄道唱歌
鉄道唱歌第5集（関西・参宮・南海篇、1900年（明治33年）作詞）56番の歌詞にて、当駅が登場する。
尾崎に立てる本願寺 樽井にちかき躑躅山 やまずに来て見ん春ふけて 花うつくしく咲く頃は

## 駅構造

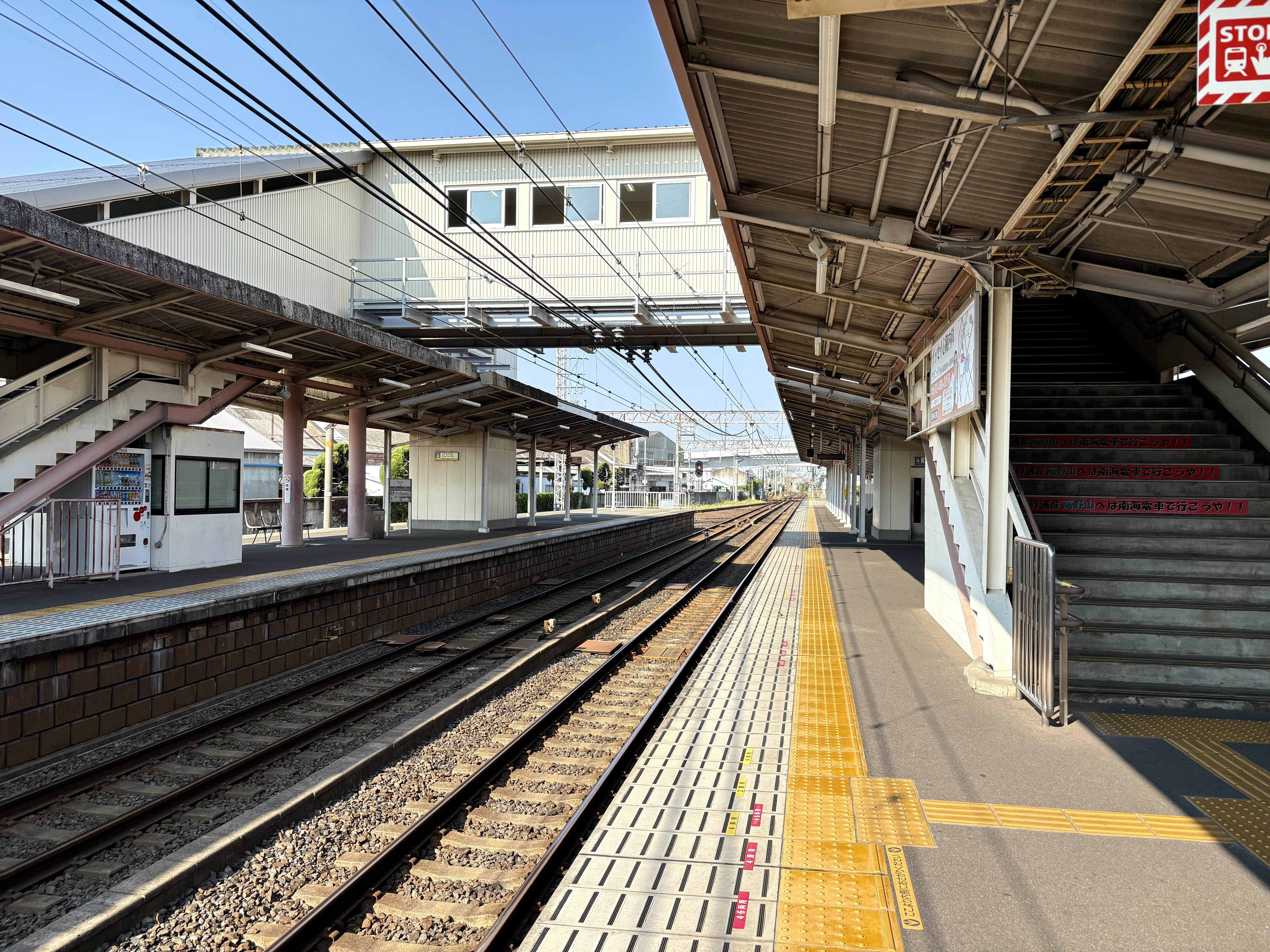
ホーム

単式・島式の複合型2面3線のホームを持つ地平駅である。上りホーム（2・3番線）が島式となっており、難波方面の列車は待避可能な構造となっている。また、難波駅側に下り線から上り線への渡り線が設けられており、当駅で折り返す普通列車が使用している。3番線の和歌山市駅側に非電化の引込線が設けられているが、現在は引込線としては使用されておらず、当駅折り返し列車に対する安全側線代わりに利用されている。隣の尾崎駅が特急通過駅だった当時は、この駅で特急を待避する普通車も存在した。
駅舎は和歌山市方面ホームの和歌山市駅寄りにあり、2つのホームは跨線橋で結ばれている。

### のりば
| のりば | 路線   | 方向 | 行先                 |
| ------ | ------ | ---- | -------------------- |
| 1      | 南海線 | 下り | 和歌山市方面         |
| 2・3   | 南海線 | 上り | 関西空港・なんば方面 |

## 利用状況
2019年（令和元年）次の1日平均乗降人員は7,956人（乗車人員：3,920人、降車人員：4,036人）で、南海の駅（100駅）では38位であり、南海本線の駅（今宮戎駅・萩ノ茶屋駅は除外）としては41駅中20位である。
各年次の1日平均乗降人員数は下表の通り。
| 年次               | 1日平均 乗降人員 | 順位 | 出典   |
| ------------------ | ---------------- | ---- | ------ |
| 2000年（平成12年） | 7,759            | -    | [ 8 ]  |
| 2001年（平成13年） | 7,379            | -    | [ 9 ]  |
| 2002年（平成14年） | 7,265            | -    | [ 10 ] |
| 2003年（平成15年） | 6,964            | -    | [ 11 ] |
| 2004年（平成16年） | 6,989            | -    | [ 12 ] |
| 2005年（平成17年） | 6,880            | -    | [ 13 ] |
| 2006年（平成18年） | 6,795            | -    | [ 14 ] |
| 2007年（平成19年） | 6,839            | -    | [ 15 ] |
| 2008年（平成20年） | 6,888            | -    | [ 16 ] |
| 2009年（平成21年） | 6,873            | -    | [ 17 ] |
| 2010年（平成22年） | 7,089            | -    | [ 18 ] |
| 2011年（平成23年） | 7,230            | 41位 | [ 19 ] |
| 2012年（平成24年） | 7,409            | 39位 | [ 20 ] |
| 2013年（平成25年） | 7,658            | 38位 | [ 21 ] |
| 2014年（平成26年） | 7,545            | 39位 | [ 22 ] |
| 2015年（平成27年） | 7,653            | 41位 | [ 23 ] |
| 2016年（平成28年） | 7,830            | 41位 | [ 24 ] |
| 2017年（平成29年） | 8,018            | 40位 | [ 25 ] |
| 2018年（平成30年） | 7,968            | 38位 | [ 26 ] |
| 2019年（令和元年） | 7,956            | 38位 | [ 27 ] |

## 駅周辺

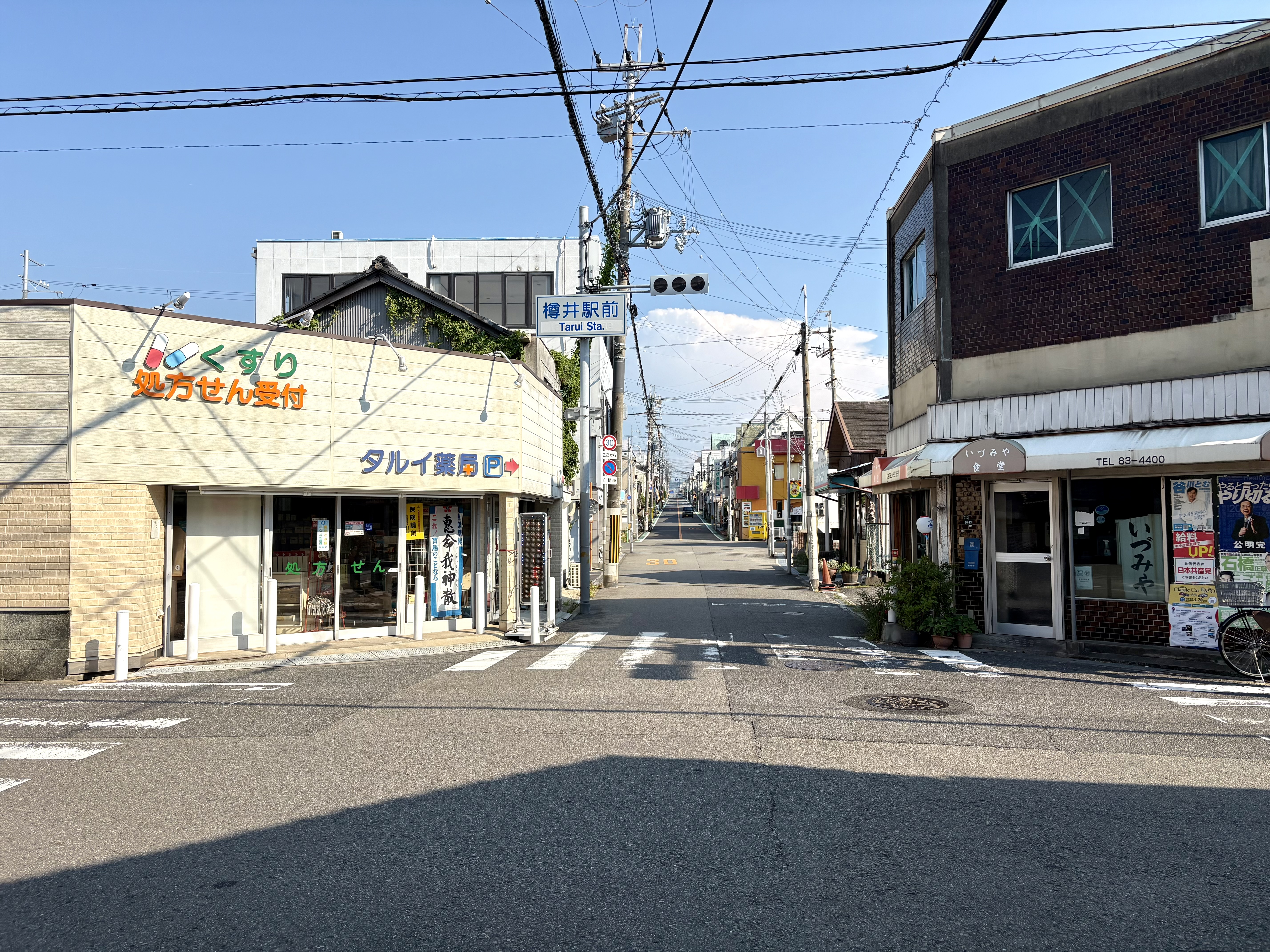
駅前交差点

駅を出て東に向かうとバスのりばがある。駅の北西側（海側）には自動車教習所や工場等があり、その先は埋立地であるりんくうタウンを経て海岸に至る。
- 駅南東側（山側、駅出口側）
  - 大阪府道255号樽井停車場樽井線
  - 池田泉州銀行樽井支店
  - 樽井公民館
  - 泉南郵便局
  - 泉南樽井郵便局
  - 泉南市立樽井小学校
  - 大阪府立りんくう翔南高等学校
  - ホテル・ザ・ネクスト関空
- 駅北西側（海側、駅出口の反対側）
  - イオンモールりんくう泉南
    - 三井住友銀行イオンモールりんくう泉南店

  - 大阪府済生会新泉南病院
  - りんくう南浜海水浴場

## バス路線
- 南海ウイングバス - 和泉砂川駅、イオンモールりんくう泉南方面
- 和歌山バス那賀 - 近畿大学、岩出駅前方面
- 泉南市コミュニティバス（さわやかバス、一部を除き全便が経由） - 泉南市内

## 隣の駅
南海電気鉄道
 南海本線
■特急サザン・■急行
通過
■区間急行・■普通
岡田浦駅 (NK35) - 樽井駅 (NK36) - 尾崎駅 (NK37)